# Eslövs pastorat
Eslövs pastorat är ett pastorat i Frosta-Rönnebergs kontrakt i Lunds stift i Eslövs kommun i Skåne län. 
Pastoratet bildades 2014 genom sammanslagning av de tidigare enförsamlingspastoraten:
- Eslövs församling som 2022 införlivade Löberöds församling
- Marieholms församling
- Östra Onsjö församling

Pastoratskod är 070918 (var före 2020 070610).